# Hymenodon reggaeus
Hymenodon reggaeus là một loài rêu trong họ Rhizogoniaceae. Loài này được Kartt. & S. Back mô tả khoa học đầu tiên năm 1988.